# Calothamnus oldfieldii
Calothamnus oldfieldii är en myrtenväxtart som beskrevs av Ferdinand von Mueller. Calothamnus oldfieldii ingår i släktet Calothamnus och familjen myrtenväxter. Inga underarter finns listade i Catalogue of Life.